# Das Kainsmal des Todes
Das Kainsmal des Todes (Originaltitel: Daybreak) ist ein US-amerikanischer Science-Fiction-Thriller von 1993. Er wurde von Stephen Tolkon geschrieben und inszeniert, basiert aber auf dem Off-Broadway-Stück Beirut von Alan Bowne. Die Hauptrollen werden von Moira Kelly, Cuba Googing Jr., Martha Plimpton und Omar Epps besetzt. Erstausstrahlung des Fernsehfilms war am 8. Mai 1993 auf HBO.

## Handlung
Der Film spielt in der nahen Zukunft in den autoritäreren Vereinigten Staaten. Er handelt von der sozialen Verfolgung und Kriminalisierung von Menschen, die mit einer HIV-ähnlichen sexuell übertragbaren Krankheit infiziert sind. Diejenigen, die positiv auf die Krankheit getestet wurden, werden zwangsweise in Quarantänelagern untergebracht. In den Lagern werden sie von den Behörden mit einem P tätowiert, um ihren positiven Status anzuzeigen, und erschossen, wenn sie versuchen zu fliehen. Die Lager sind baufällige Orte, an denen die Patienten ohne Versorgung oder Kontakt zur Außenwelt dem Tod überlassen werden.
Blue ist eine junge Frau, die ihren Lebensunterhalt mit dem Sammeln von Metall in der Stadt verdient. Sie geht mit einer Freundin, die sich testen lassen will, in eine Helping-Hand-Klinik. Die Klinik hat den düsteren Slogan „Making your hard choices easier“. Vor der Klinik erhalten sie eine Karte, die sie davor warnt, sich dort testen zu lassen. Auf der Karte heißt es: „Warum ist Krankheit ein Verbrechen? Warum ist das Krankenhaus ein Gefängnis? Warum hält die helfende Hand eine Waffe in der Hand?“. Blue ist von dieser Warnung beunruhigt und trifft sich mit einem Aktivisten des Widerstands namens Torch.
Der Widerstand arbeitet daran, die Quarantäne derjenigen zu verhindern, die positiv sind. Sie organisieren Tests außerhalb des offiziellen Systems, damit sie nicht unter Quarantäne gestellt werden. Sie retten Menschen, die in der Helping-Hand-Klinik festgehalten werden, um ihnen Medikamente, Pflege und Verständnis zukommen zu lassen. Sie verteilen Kondome und saubere Nadeln, um die Ausbreitung der Krankheit zu verhindern. Demgegenüber steht die Werbung der Regierung für die Helping-Hand-Kliniken, die mit „Der einzige Weg ist, nicht zu spielen“ droht.
Zwischen Blue und Torch entwickelt sich eine Beziehung, und es wird bekannt, dass Torch positiv ist. Torch wird wegen seines Aktivismus verhaftet, und als die Polizei herausfindet, dass er positiv ist, wird er in Quarantäne gesteckt. Blue schleicht sich in die Quarantäne, um Torch zu sehen. Blue möchte von Torch infiziert werden, damit sie zusammen im Quarantänelager leben können, aber Torch sträubt sich dagegen, Blue zu infizieren. Schließlich flieht sie auf sein Drängen hin und setzt den Kampf draußen fort.

## Produktion
Die Dreharbeiten fanden in New York City statt, u. a. auch in Lower Manhattan.